# Crows-Nest-Nationalpark
Der Crows-Nest-Nationalpark (engl. Crows Nest National Park) ist ein Nationalpark im australischen Bundesstaat Queensland.

## Lage
Er liegt etwa 6 Kilometer östlich von Crows Nest und 56 Kilometer nördlich von Toowoomba. Er umfasst 18 Quadratkilometer und wurde 1992 unter Schutz gestellt.

## Allgemeines
Nach ergiebigen Regenfällen schießt das Wasser des Crows-Nest-Creeks durch sein felsendurchsetztes Flussbett, bevor es über 20 Meter tief den Crow-Nest-Wasserfall in ein von steilen Granitklippen umgebenes Becken hinabstürzt. Diese spektakuläre Flusslandschaft, die Granitformationen, der landschaftsprägende Wasserfall und die Eukalyptuswälder im Oberlauf des Creeks und seine Umgebung werden vom Nationalpark geschützt.

## Flora und Fauna
Es gibt nur wenige Gebiete mit einem ähnlich variantenreichen Eukalyptuswald. Zahlreiche Baumarten dieser Gattung sind im Park vorzufinden.
Bemerkenswerte Tierarten, die im Park heimisch sind, sind das Schnabeltier, Sumpfwallaby, das gefährdete Bürstenschwanz-Felskänguru, Ameisenigel, Nasenbeutler und der Buntwaran.
An Vogelarten kann man u. a. Blasskopfrosella, Goldbauchschnäpper, Südseegrasmücken der Unterfamilie Acanthiza, Gelbbauch-Dickkopf und Graubrust-Dickkopf, Rotnacken-Honigfresser und Blauohr-Honigfresser sowie den Weißstirn-Schwatzvogel beobachten.

## Tourismus
Rastplätze und eine Campingmöglichkeit mit einfacher Ausstattung sind vorhanden. Im Gebiet gibt es außerdem verschiedene Wanderwege in unterschiedlichen Schwierigkeitsgraden.